# 梅甘·库克
梅甘·库克（英語：Megan Cooke，1980年5月5日—），美国女子赛艇运动员。她曾代表美国参加英国伊顿举行的2006年世界赛艇锦标赛，获得女子八人单桨有舵手金牌。